# Daucinoides
Daucinoides es un género de foraminífero bentónico de la subfamilia Lingulininae, de la familia Nodosariidae, de la superfamilia Nodosarioidea, del suborden Lagenina y del orden Lagenida. Su especie-tipo es Daucinoides circumtegens. Su rango cronoestratigráfico abarca el Mioceno inferior.

## Clasificación
Daucinoides incluye a las siguientes especies:
- Daucinoides circumtegens